# Pedaria raffrayi
Pedaria raffrayi là một loài bọ cánh cứng trong họ Bọ hung (Scarabaeidae).